# Llengua minoritària
Llengua minoritària és un terme d'ús comú que designa, amb un sentit general, llengües considerades com a menors a causa de la seva extensió geogràfica o demogràfica dins un estat. Cal indicar que el lingüístic és un dels criteris que assenyalen una minoria nacional.

## Significat usual
Etimològicament, l'adjectiu minoritari vol dir ‘que pertany a la minoria’, i és aquest sentit el que caracteritza a aquestes llengües, parlades per minories dins d'estats que tenen altra o altres llengües com a oficials. L'expressió, doncs, és usada gairebé en exclusivitat per referir-se a llengües que pateixen una situació de minorització. L'ús d'aquell terme, però, comporta sovint una percepció discriminatòria cap a aquestes llengües, tingudes per codis imperfectes, eminentment orals, d'escassa o nul·la tradició escrita i/o inhàbils per a cobrir tots els àmbits d'ús d'una llengua, a diferència de les que sí que tindrien aquelles característiques. Aquest caràcter discriminatori i pejoratiu fa que l'expressió sigui d'ús declinant dins la doctrina sociolingüística.
| « | El prejudici lingüístic (innocent o programat) és una manifestació del racisme aplicat a les llengües i als seus parlants. | » |
| — | |   |

Aquest ús marcat de l'expressió ve reforçat pel fet que no és utilitzada per designar llengües de demografia o domini lingüístic reduïts, però on hi són plenament oficials. Així, llengües com l'islandès (320.000 parlants) o el maltès (400.000 parlants) no són normalment descrites com a tals, tot i tenir entre vint i trenta vegades menys parlants que el català.

## Terme acientífic
Aquest caràcter subjectiu fa que la doctrina sociolingüística rebutgi majoritàriament el seu ús, ja que no s'ha pogut establir un patró empíric que estableixi els criteris de diferenciació entre llengües majoritàries i minoritàries. Tot i que usualment se n'han utilitzat de diversos, tots aquests s'han revelat inexactes, així:
- Tot sovint s'ha volgut diferenciar entre llengua majoritària i minoritària per raó del nombre de parlants. A banda el fet que ningú ha establert el límit numèric entre totes dues categories, el català amb prop de deu milions de parlants, és considerada llengua minoritària, mentre que l'estonià, amb poc més d'un milió, no ho seria pas.
- Un altre criteri esgrimit és el de la tradició escrita. Tanmateix, el català gaudeix d'un amplíssim conreu literari, ja des de l'Edat Mitjana, cosa que no sembla deslliurar-lo de l'adjectiu minoritari, mentre que el finès, idioma mai catalogat com a tal, té una sola obra escrita abans de la segona meitat del segle xix.

| « | La llengua escrita no afegeix cap qualitat intrínseca a la llengua, i mal ens pot servir com a exemple de la desigualtat lingüística. | » |
| — | |   |

- Un element clàssic de distinció entre llengües majoritàries i minoritàries és el caràcter o no de llengua oficial estatal. A banda que no hi ha relació causal entre un fet i altre, tampoc el caràcter minoritzat dependria de forma absoluta d'aquell tracte legal. L'irlandès és llengua pròpia i cooficial de la República d'Irlanda i, malgrat això, hom la considera minoritària. Inversament, el feroès no és llengua oficial de cap estat però es troba plenament normalitzada a les Illes Fèroe.

## Propostes alternatives
El nombre de parlants o l'extensió territorial d'un domini lingüístic no semblen elements prou determinants per classificar les llengües. Per això la doctrina, des de fa temps, ha proposat diverses classificacions que, només parcialment, tenen en compte la mida demogràfica de la llengua. Per exemple, la de Roland Breton (1979) distingint:
- Llengües sense escriptura, de tradició oral i ús local.
- Llengües vernacles promocionades, que han iniciat un esforç de fixació escrita.
- Llengües vehiculars que serveixen de vincle interètnic i interregional (quítxua, suahili).
- Llengües nacionals amb caràcter oficial, expressió d'un grup ètnic que ha assolit la seva unificació política (islandès, albanès).
- Llengües de relació internacional, adoptades per nombrosos estats (anglès, àrab).

En tot cas, i en una classificació genèrica amb relació a la seva base demogràfica, una llengua com la catalana, caldria qualificar-la com a mitjana, d'acord amb les propostes més recents.